# Euproctis undifera
Euproctis undifera är en fjärilsart som beskrevs av Embrik Strand 1923. Euproctis undifera ingår i släktet Euproctis och familjen tofsspinnare. Inga underarter finns listade i Catalogue of Life.